# 杜父擬鮋
杜父擬鮋（学名：[Scorpaenopsis cotticeps] 错误：{{Lang}}：文本有斜体标记（帮助））为輻鰭魚綱鮋形目鮋亞目鮋科擬鮋屬下的一个种。俗名杜父石狗公、石獅子、虎魚、石崇、石狗公、沙薑虎、石降、過溝仔、臭頭格仔，為亞熱帶海水魚，分布於印度西太平洋區，從索馬利亞、亞丁灣至日本、台灣、澳洲昆士蘭等海域，棲息深度15-70公尺，體長可達6.3公分，棲息在水淺的礫石底質水域，生活習性不明。